# Varano Borghi
Pour les articles homonymes, voir Borghi (homonymie).
Pour les articles homonymes, voir Varano.
Varano Borghi est une commune italienne de la province de Varèse dans la région Lombardie en Italie.

## Toponyme
Varano fait référence au nom latin Varius avec le suffixe génitif -anus. Borghi a été ajouté en 1906 en l'honneur de Paul Borghi, natif du pays, qui a introduit la fabrication du coton dans l'économie locale.

## Administration
| Période                                  | Période  | Identité        | Étiquette | Qualité |
| ---------------------------------------- | -------- | --------------- | --------- | ------- |
| 8/6/2009                                 | En cours | Marzio Molinari |           |         |
| Les données manquantes sont à compléter. |          |                 |           |         |

### Hameaux
Boffalora, San Giacomo, Canale della Brabbia